# W cichą noc
W cichą noc – ósmy longplay polskiego piosenkarza Jerzego Połomskiego, wydany w 1974 roku nakładem wydawnictwa muzycznego Polskie Nagrania „Muza”. Album zawiera 15 kolęd i pastorałek wykonywanych przez wokalistę.
W 1998 roku wydano na płycie kompaktowej reedycję albumu, poszerzoną o kolędy „Pójdźmy wszyscy do stajenki”, „Dzisiaj w Betlejem”, „Bóg się rodzi”, „Z narodzenia Pana” oraz „W żłobie leży”. Album ukazał się nakładem tej samej wytwórni płytowej, co jego pierwsza wersja.

## Lista utworów
Opracowano na podstawie materiału źródłowego.
Strona A
1. „Jezus malusieńki”
2. „Dziecina mała”
3. „Cicha noc” (muz. Franz Xaver Gruber, sł. Piotr Maszyński)
4. „Gdy się Chrystus rodzi” (muz. Feliks Nowowiejski)
5. „Wśród nocnej ciszy”
6. „Mędrcy świata” (muz. Zygmunt Odelgiewicz, sł. Stefan Bortkiewicz)
7. „Jasna Panna”

Strona B
1. „Lulajże, Jezuniu”
2. „Wesoła nowina”
3. „Niepojęte dary”
4. „O gwiazdo Betlejemska”
5. „Noc cicha w śnie” (muz. Feliks Nowowiejski)
6. „Narodził się Jezus Chrystus”
7. „Anioł pasterzom mówił”
8. „Pastorałka góralska”